# Сен-Жан-де-Эссартьер
Сен-Жан-де-Эссартье́р (фр. Saint-Jean-des-Essartiers) — коммуна во Франции, находится в регионе Нижняя Нормандия. Департамент коммуны — Кальвадос. Входит в состав кантона Оне-сюр-Одон. Округ коммуны — Вир.
Код INSEE коммуны — 14596.

## Население
Население коммуны на 2010 год составляло 210 человек.
| 1962 | 1968 | 1975 | 1982 | 1990 | 1999 | 2010 |
| ---- | ---- | ---- | ---- | ---- | ---- | ---- |
| 281  | 238  | 208  | 162  | 150  | 153  | 210  |

## Экономика
В 2010 году среди 123 человек трудоспособного возраста (15—64 лет) 87 были экономически активными, 36 — неактивными (показатель активности — 70,7 %, в 1999 году было 68,9 %). Из 87 активных жителей работали 77 человек (49 мужчин и 28 женщин), безработных было 10 (4 мужчины и 6 женщин). Среди 36 неактивных 7 человек были учениками или студентами, 10 — пенсионерами, 19 были неактивными по другим причинам.